# コングレス・ホール
コングレス・ホール (Congress Hall) は、アメリカ合衆国ペンシルベニア州フィラデルフィアのチェスナッツ・ストリートと6番ストリートの交差点に建つ歴史建造物である。フィラデルフィアがアメリカの臨時首都だった1790年12月6日から1800年5月14日までの間、臨時のアメリカ合衆国議会議事堂として使用された。この期間中に、当議事堂ではバーモント州、ケンタッキー州、そしてテネシー州の3州がアメリカ合衆国に加わることが決議された他、アメリカ合衆国憲法権利章典が批准され、2期目のジョージ・ワシントン（1期目はニューヨークのフェデラル・ホール）とジョン・アダムズの就任式が行われた。
20世紀になって、建物は1796年当初の外観に改装された。現在はアメリカ合衆国国立公園局によってインデペンデンス国立歴史公園の一部として管理されており、一般公開ツアーも行われている。アメリカ独立宣言が署名されたインデペンデンス・ホールは当建物の東に隣接している。

## 背景
フィラデルフィアはアメリカ独立戦争中と直後に、大陸会議および連合会議の首都であった。1783年6月にペンシルベニア反乱が起きるまで、コングレス・ホールに隣接するインデペンデンス・ホールは大陸会議の集会場として用いられていた。この反乱によって、フィラデルフィア政府は暴徒と化した群衆からコングレス・ホールを守ることができず、大陸会議の代表者たちはニュージャージー州プリンストンに移ることを余儀なくされた。その後も議事堂は、1783年11月にメリーランド州アナポリスに、1784年11月にニュージャージー州トレントンに、そして1785年1月にニューヨークへと移転を繰り返した。インデペンデンス・ホールが再び州の代表者たちの集会場として使用されたのは、1787年の合衆国憲法制定会議においてであった。（この会議の際、公式の合衆国議事堂はニューヨークのフェデラル・ホールであった。）
コングレス・ホールは、Samuel Lewisによる設計で、フィラデルフィア郡庁舎として、インデペンデンス・ホールの隣に建設された。1787年に起工され、その2年後に竣工した。

## 臨時国会議事堂
アメリカ合衆国憲法第1条第8節により、合衆国議会は国会議事堂を設立することが承諾された。合衆国憲法が批准されると、議会はフェデラル・ホールにて1790年7月9日に首都立地法を成立させた。この法案によって、メリーランド州とバージニア州の境のポトマック川沿いに新首都コロンビア地区を建設することとなった。しかし、ペンシルベニア州上院議員のロバート・モリスは、恒久的首都ワシントンDCの国会議事堂の建設中は首都をニューヨークからフィラデルフィアに戻すように議会を説得した。その結果、首都立地法にはフィラデルフィアを10年間の臨時国会とすることが記載された。
フィラデルフィアを臨時国会議事堂の地とすることを説得するため、市は大統領官邸を9番ストリートに、また6番ストリートのフィラデルフィア郡庁舎を拡張しコングレス・ホールとなる議事堂を建設した。1790年12月6日、連邦議会はフィラデルフィアに帰還し、コングレス・ホールの1階は合衆国下院の議院、2階は合衆国上院の議院として使用された。（この1階と2階の議院が、下院と上院の語源である。）フィラデルフィア市民は、連邦議会のためにコングレス・ホールを建設したことでフィラデルフィアを恒久の首都とすることを試みたが、首都立地法を改正することはできなかった。コングレス・ホールは、連邦政府が公式にワシントンDCに移った1800年5月14日まで国会議事堂として使用された。

## 内装

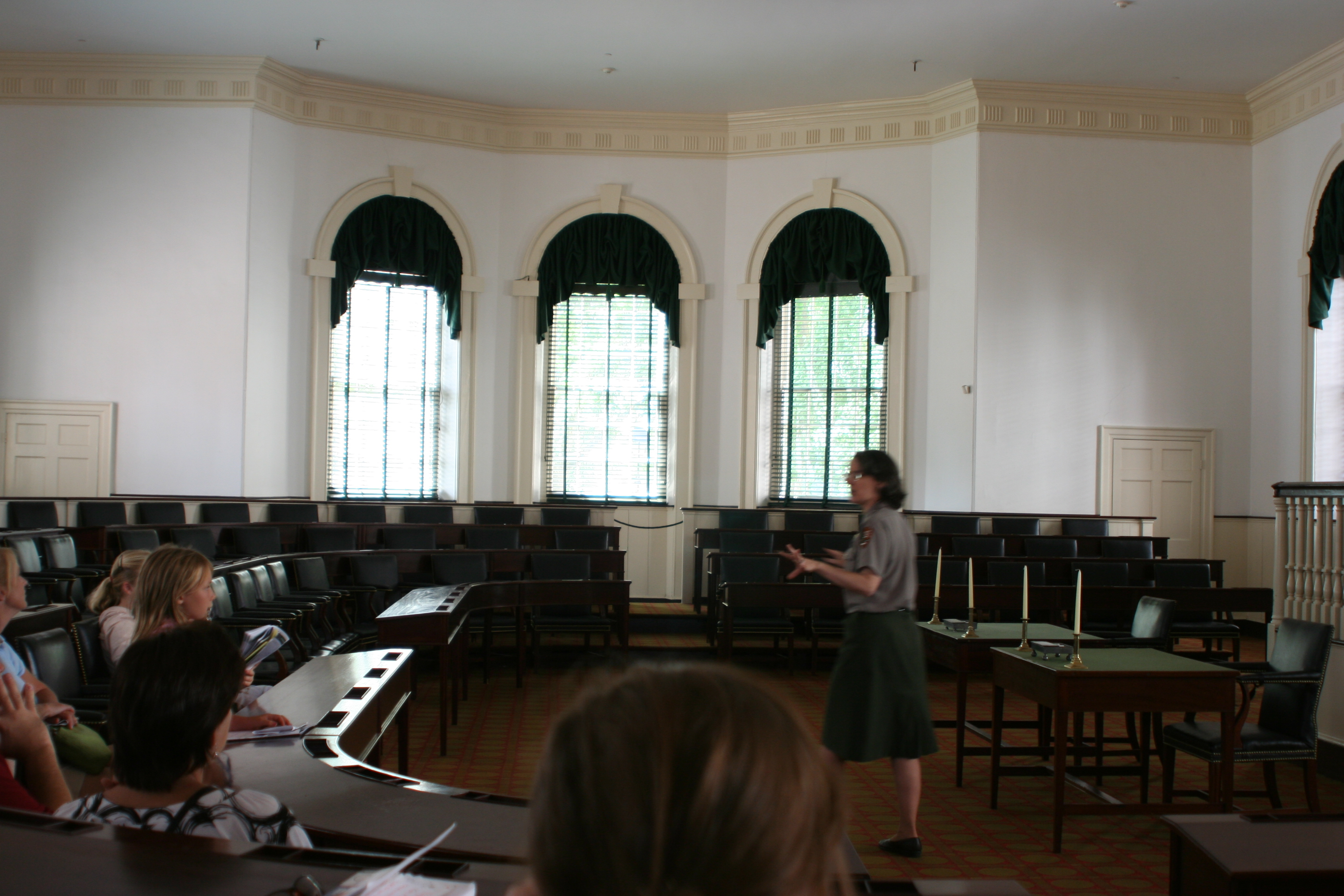
コングレス・ホール1階の下院議院

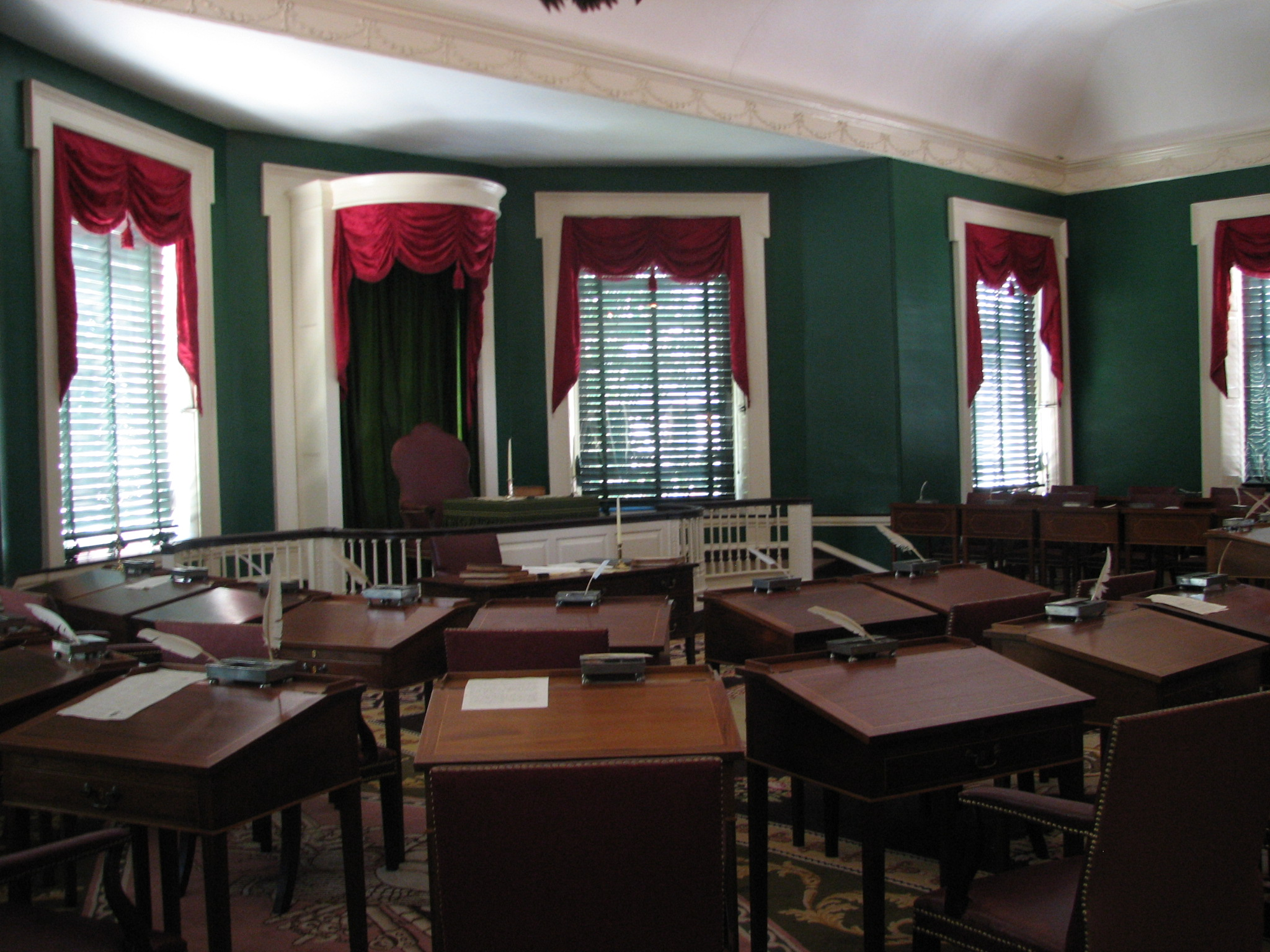
コングレス・ホール2階の上院議院

1階の下院議院はよりシンプルな内装で、マホガニーの机とレザーの椅子が置かれている。この部屋では最終的に16州（当初の13州から1791年にバーモント州、1792年にケンタッキー州、1796年にテネシー州が加わった）を代表する106人の下院議院が使用した。1796年に、この部屋は当初の外観に改装された。
2階の上院議院はより華やかな内装で、赤い厚手のカーテンが飾られている。1796年までに、この部屋は32の議員机が設置され、このうち28は当初に設置された物である。このデザインは現在のDCの議事堂の上院の机とほとんど同じである。独立戦争後にフランスから贈呈されたフランス王ルイ16世と王妃マリー・アントワネットの肖像画が隣接する委員会室に飾られている。天井画には、伝統的な平和の象徴であるオリーブの枝を持ったアメリカンイーグルのフレスコが描かれている。同じく天井には、当初の州を表す13の星を照らす日輪型の石膏の円形浮き彫り（メダリオン）が飾られている。床にも、天井と対称となる類似のパターンがあり、地元の織工William Spragueによるカーペットには当初の13州の盾の文様が織り込まれている。現在設置されているカーペットは、当初のものの再現品である。

## 遺産
国会議事堂として使用された約10年の間、コングレス・ホールでは数々の歴史的な出来事があった。コングレス・ホールでは、新しい3州が合衆国に加わることが決議され（1791、1792、1796年）、権利章典（1791年）が批准された。2期目のジョージ・ワシントン就任式（1793年）そしてジョン・アダムズの就任式（1797年）が行われた。また、第一合衆国銀行、アメリカ合衆国造幣局、アメリカ合衆国海軍省もこの期間に議会によって設立された。大英帝国との一時的な和平要約であるジェイ条約（1796年）もこの議会で批准された。
首都がワシントンDCに移転した後、コングレス・ホールは元のフィラデルフィア郡庁舎に戻され、州及び連邦裁判所として19世紀初旬まで使用された。
Samuel Lewisは、1976年にコングレス・ホールをモデルとしたバーリントン郡庁舎をニュージャージー州マウント・ホーリーに建設している。

## 改修と現状
19世紀初旬に政府庁舎としての役割を終えた後、コングレス・ホールはこのエリアの他の建物とともに改修が行われずに破損状態に陥った。1870年、ペンシルベニア州議会はインデペンデンス・ホール周囲の建物を全て解体する法令を出したが、これは施行されることなく1895年に廃案となった。ザ・コロニアル・デームズ・オブ・アメリカと言う市民組織の主導の元、建築家ジョージ・チャップリン・メイソン・ジュニアがコングレス・ホールの改修を1895-96年に行った。しかし、これは上院のみに限られていた。1900年、アメリカ建築家協会 (AIA) のフィラデルフィア支局はこの建物の調査を開始し、完全な改修を行う基金を創設した。資金が集まった後、AIAの監督の下に1912年にフィラデルフィア市は改修プロジェクトを承認した。ウッドロウ・ウィルソンの支援もあり、翌年に改修は完了した。追加の下院の改装は1934年に完了した。1942年、50を超える市民および愛国者の団体はアメリカ哲学協会に集まり、インデペンデンス・ホール協会を創設した。この協会はインデペンデンス国立歴史公園創設のためのロビー活動を行い、1948年に議会で承認され、1956年7月4日に正式に設立した。
コングレス・ホールは現在、アメリカ合衆国国立公園局によって管理されており、年間を通じてガイドツアーが運営されている（予約は受け付けておらず、来た順番でツアーを受けることができる）
2008年12月2日、バラク・オバマ大統領による全米知事協会の会合がこの建物で行われ、世界金融危機 (2007年-2010年)の対応が議論された。